# Tunesmith
Tunesmith ist eine österreichische Band aus Wien. Im Jahr 2010 war die Band für den FM4 Award, der im Rahmen des Amadeus Austrian Music Award verliehen wird, nominiert.

## Diskografie
- 2006: No Tourists (Album, Agenda / Hoanzl)
- 2010: Some People Say (Album, Amadeo / Universal Music)
- 2012: All Kinds of Everything (Album)